# Jay Mulucha
Jay Mulucha es un activista por los derechos LGBT y jugador de baloncesto ugandés. Es miembro de las Magic Stormers, un equipo que participa en la Federación de la Liga de Baloncesto de Uganda (FUBA). Mulucha también es uno de los directivos del equipo.

## Biografía
Mulucha empezó a jugar baloncesto cuando era un adolescente.
Mulucha sufrió un ataque mientras se manifestaba por los derechos LGBT por lo que tuvo que recibir asistencia médica. Al borde del suicidio en el hospital, decidió que continuaría haciendo campaña por los derechos LGBTIQ en su tierra natal. Se convirtió en el coordinador de Pride Uganda y participó en el primer Festival del Orgullo en 2012. También es el presidente de Fem Alliance Uganda, una organización que se centra en programas de capacitación en informática y proyectos de empoderamiento económico para crear más oportunidades para los ugandeses de la comunidad LGTB.